# Dwars door België 1969
La Dwars door België 1969, venticinquesima edizione della corsa, si svolse il 23 marzo su un percorso di 200 km, con partenza ed arrivo a Waregem. Fu vinta dal belga Eric Leman della squadra Flandria-De Clercq-Kruger davanti ai connazionali Albert Van Vlierberghe e Willy Van Neste.

## Ordine d'arrivo (Top 10)
| Pos. | Corridore              | Squadra                          | Tempo    |
| ---- | ---------------------- | -------------------------------- | -------- |
| 1    | Eric Leman             | Flandria-De Clercq-Kruger        | 5h14'00" |
| 2    | Albert Van Vlierberghe | Ferretti                         | a 25"    |
| 3    | Willy Van Neste        | Mann-Grundig                     | s.t.     |
| 4    | Wim du Bois            | Etalo-Siriki-Ventura             | a 1'00"  |
| 5    | Walter Godefroot       | Flandria-De Clercq-Kruger        | a 1'40"  |
| 6    | Jaak De Boever         | Flandria-De Clercq-Kruger        | a 2'00"  |
| 7    | Walter Boucquet        | Pull Over Centrale-Tasmanie-Novy | a 2'05"  |
| 8    | Christian Callens      | Pull Over Centrale-Tasmanie-Novy | a 2'15"  |
| 9    | Roger Rosiers          | Mann-Grundig                     | s.t.     |
| 10   | Leo Van Dam            | Okay Whisky-Diamant-Geens        | s.t.     |